# William Smith (Politiker, 1728)
William Smith (* 12. April 1728 im Lancaster County, Province of Pennsylvania; † 27. März 1814 in Baltimore, Maryland) war ein US-amerikanischer Politiker. Zwischen 1789 und 1791 vertrat er den Bundesstaat Maryland im US-Repräsentantenhaus.

## Werdegang
William Smith wuchs während der britischen Kolonialzeit auf. Seit 1761 lebte er in Baltimore. In den frühen 1770er Jahren schloss er sich der Revolutionsbewegung an. Im Jahr 1775 war er Mitglied im Committee on Observation; 1777 gehörte er der Versammlung zur Gründung eines Marineausschusses an. Im selben Jahr wurde er Delegierter zum Kontinentalkongress. Beruflich war Smith damals im Handel tätig. Ende der 1780er Jahre stand er in Opposition zum künftigen Präsidenten George Washington (Anti-Administration-Fraktion).
Bei den Kongresswahlen des Jahres 1789 wurde Smith im vierten Wahlbezirk von Maryland in das damals noch in New York tagende US-Repräsentantenhaus gewählt, wo er am 4. März 1789 sein neues Mandat antrat. Bis zum 3. März 1791 konnte er die erste Legislaturperiode im Kongress absolvieren. Zwischen Juli und September 1791 war Smith der erste Revisor (Auditor) des Bundesfinanzministeriums. Im Jahr 1801 wurde er Mitglied des Senats von Maryland. Er starb am 27. März 1814 in Baltimore.